# Сиара, Сабрина
Сабрина Сиара Парра (исп. Sabrina Seara Parra, род. 27 марта 1985 года, Каракас, Венесуэла) ― венесуэльская актриса теленовелл.

## Карьера
С юных лет Сабрина проявляла интерес к актерскому мастерству и работе модели. В возрасте 16 лет она записалась на курсы актерского мастерства в академию 1BC на телеканале RCTV под руководством профессора Ральфа Киннарда.
После окончания учебы в колледже Марбе-де-ла-Кастеллана в Каракасе она получила свою первую главную роль в телесериале «Экспресс Гуайойо» производства Televen. В 2009 году Сабрина перешла на венесуэльский канал Venevisión, чтобы сняться в главной роли в теленовелле «Тайны любви». В 2010 году она сыграла свою первую роль антагониста в теленовелле «Харина де Отро Косталь».
Ее прорывная роль пришлась на 2012 год, когда она снялась в успешной теленовелле «Вальгейм Диос». Затем она переехала в Соединенные Штаты, чтобы принять участие в проекте Telemundo Pasión Prohibida вместе с венесуэльской коллегой Моникой Спир.
Сабрина сыграет главную злодейку в предстоящей теленовелле Televen «Сеньор из Норы».
В 2020 году она стала гражданкой США.

## Личная жизнь
В 2014 году Сабрина Сеара заключила брак с венесуэльским актёром Даниэлем Элбиттаром (исп. Daniel Elbittar Villegas).
В 2016 у Сабрины и Даниэля родился сын Максимилиано (исп. Maximiliano Elbittar).
В 2022 году родился второй сын, Александр (исп. Alexander Elbittar).

## Фильмография
| Год     | Название              | Роль                   | Прим.                                                     |
| ------- | --------------------- | ---------------------- | --------------------------------------------------------- |
| 2005    | Экспресс Гуайойо      | Мария Феррнанда        | гл. роль                                                  |
| 2007    | Одноглазый кот        | Мария Аметист «Мати»   |                                                           |
| 2008–09 | Isa ТКМ               | Марина Пасквали        | пост. роль                                                |
| 2009    | Тайны любви           | Франциска Наранхо      | гл. роль                                                  |
| 2012    | Запретная страсть     | Ямилет Лопес           | гл. роль                                                  |
| 2013    | Запретная страсть     | Пенелопа Сантильяна    | гл. роль                                                  |
| 2014    | Нора                  | Мелиса Лобо            | гл. роль                                                  |
| 2015–17 | Повелитель небес      | Эсперанса Сальватиерра | пост. роль (3 сезон) Main cast (Seasons 4–5) 201 episodes |
| 2017    | Рождественские чудеса | Кэрол Смит             |                                                           |
| 2018    | Моя идеальная семья   | Эрика Рамирес          | гл. роль                                                  |
| 2019    | Бетти в Нью-Йорке     | Марсела Валенсия       | гл. роль                                                  |
| 2022    | Богатые тоже плачут   | Вивиан                 | гост. роль                                                |
| 2024    | У любви нет рецепта   | Беренис                |                                                           |